# رفعت العرعير
رفعت العرعير (23 سبتمبر 1979 - 6 ديسمبر 2023) هو أكاديمي وكاتب وشاعر فلسطيني من قطاع غزة، يُطلق عليه البعض لقب «رائد اللغة الإنجليزية». عمل بتدريس الأدب والكتابة الإبداعية في الجامعة الإسلامية بغزة، وشارك في تأسيس مشروع «نحن لسنا أرقامًا» الّذي يهدف إلى طرح معاناة الغزّيين في أعقاب الحرب الفلسطينية الإسرائيلية 2023، والذي جمع المؤلفين من غزة بمرشدين في الخارج يساعدونهم في كتابة قصص عن واقعهم باللغة الإنجليزية.

## سيرته
وُلد رفعت رفيق سعيد العرعير في حي الشجاعيَّة بمدينة غزة بتاريخ 23 سبتمبر/أيلول 1979. تزوَّج وأنجب ستة أبناء. وكانت إسرائيل في الحرب على غزة 2014 قد قتلت شقيقه حمادة، وجد زوجته نسيبة، وشقيقها، وشقيقتها، وأولاد أختها الثلاثة.

## مسيرته الأكاديمية والمهنية
حصل على درجة البكالوريوس في اللغة الإنجليزية من الجامعة الإسلامية بغزة عام 2001، وردجة الماجستير من كلية لندن الجامعية عام 2007، ودرجة الدكتوراة الأدب الإنجليزي من جامعة بوترا ماليزيا.
درّس أيضًا مساق الكتابة الإبداعية والأدب العالمي لطلاب الجامعة وقد أشار: "كفلسطينيين تحت الاحتلال، تتجاوز رواية القصص القيمة التعليمية إلى الحاجة الملحة لامتلاك روايتنا، وهو الأمر الذي يعيد القوة للمجتمع بدلاً من النخبة. إن القصص التي يمكن أن يرويها الناس عن أرض ما هي دليل على حقهم في تلك الأرض". كما درّس الشعر والأدب الإنجليزي في الجامعة الإسلامية بغزة لعدّة سنوات، حيث شرح أعمال شكسبير وتوماس وايت وجون دون ويلفريد أوين والعديد من الأدباء والشّعراء الإنجليز.

## مسيرته الأدبية
حرر رفعت مجلدين من القصص القصيرة الفلسطينيَّة باللغة الإنجليزيَّة وهي "Gaza Unsilenced" (غزة بلا صمت، 2015) و"Gaza Writes Back" (غزة تكتب مرة أخرى، 2014). أصبح في عام 2007 أستاذًا في الجامعة الإسلامية بغزة، حيث عمل على تدريس الأدب العالمي والكتابة الإبداعية. وشمل ذلك أعمال الشاعر الإسرائيلي يهودا عميحاي، والتي وصفها بأنها جميلة ولكنها خطيرة. شارك في تأسيس مشروع «نحن لسنا أرقامًا»، والذي جمع المؤلفين من غزة بمرشدين في الخارج يساعدونهم في كتابة قصص عن واقعهم باللغة الإنجليزية. كان أيضًا من أعمدة القسم الإنجليزي في المركز الفلسطيني للإعلام، ومؤسس ومشرف قسم الإعلام الاجتماعي (سوشيال ميديا) فيه. كتب رفعت مقالةً افتتاحية في صحيفة نيويورك تايمز خلال الاشتباكات الإسرائيلية الفلسطينية 2021 روى فيها أنه وزوجته فقدا أكثر من 30 من أقاربه.
خلال الحرب الفلسطينية الإسرائيلية 2023، ظهر رفعت إعلاميًا على قناة بي بي سي والديمقراطية الآن! وإيه بي سي نيوز. وكان يحرص على فضح جرائم العدوان بحق القطاع وإيصال صوت غزة إلى العالم الخارجي. كان قد ذكر في إحدى مقابلاته: «أنا شخص أكاديمي وأصلب شيء عندي في المنزل هو قلم السبورة، وإني سأرميه على الجنود الإسرائيليين إذا حاولوا اقتحام منزلي، ولو كان ذلك آخر شي أفعله». كما قال «عندما نكتب عن الشهداء، يجب أن نذكر أن الاحتلال قتلهم. يجب أن لا نترك الفعل للمجهول».

## توثيق الرواية الشفوية
سعى العرعير لتوثيق الرّواية الشّفويّة لكبار السّنّ وسرد قصصهم المعروفة أيضًا باسم التاريخ الشفهي، الآيلة إلى الاندثار بسبب ووفاة هذه الفئة العمريّة، كذلك بسبب التكنولوجيا الحديثة، إذ أشار في عرضه على منصّة تيد "توقفنا عن الاهتمام بالقصص".
وتابع "أنا الرجل الذي أنا عليه الآن بسبب القصص التي روتها لي أمي وجدتي".

## مقتله
كان قد أعلنَّ عن رفضه مغادرة شمال غزة بعد أيامٍ من الرد الإسرائيلي البري على الحرب الفلسطينية الإسرائيلية 2023. وكان قد نشر على منصة «إكس» قصيدة لاقت انتشارًا بعنوان «إذا توجب أن أموت»، ختمها قائلًا: «فليبعث ذلك على الأمل، فليكن ذلك حكاية».
قُتِل رفعت وعائلته في 6 ديسمبر 2023 خلال ضربةٍ جوية نفذتها القوات الجوية الإسرائيلية على منزل شقيقته شمال غزة. كما استشهد في القصف شقيقه وشقيقته وأولادها الأربعة. وذلك خلال الرد الإسرائيلي على الحرب الفلسطينية الإسرائيلية 2023.
رثاه صديقه عاصم النبيه عضو لجنة الطوارئ في بلدية غزة، حيث كان برفقته في أيام كثيرة من الحرب وحتى الساعة الأخيرة قبل استهدافه، وقد ذكر أنه منبع للأفكار إنسانًا حقيقيًا. لاحقا في السادس والعشرين من أبريل 2024 اغتالت اسرائيل ابنته شيماء رفقة زوجها ورضيعها الصغير البالغ من العمر ثلاثة أشهر.

## مبادرة رفعت
في الخامس من يونيو 2024 أُعلن عن «مبادرة رفعت» تخليدًا لذكراه واستكمالًا لمسيرته.

## مؤلفاته

### مجموعات محررة
- 2014: Gaza Writes Back (ردمك 978-1-93598-2-357)
  - تُرجم للإيطالية: Gaza writes back. Racconti di giovani autori e autrici da Gaza, Palestina (ردمك 978-8-89410-6-909)
- 2015: Gaza Unsilenced (ردمك 978-1-93598-2-555)

### مقالات
- 2022: "Gaza Asks: When Shall this Pass?", in Light in Gaza: Writings Born of Fire (ردمك 9781642596991)
- 2023: "They even keep our corpses: Dying in Israeli prisons." Scalawag Magazine.